# Роккафорте-дель-Греко
Роккафорте-дель-Греко, Роккафорте-дель-Ґреко (італ. Roccaforte del Greco, сиц. Roccaforti) — муніципалітет в Італії, у регіоні Калабрія,  метрополійне місто Реджо-Калабрія‎.
Роккафорте-дель-Греко розташоване на відстані близько 520 км на південний схід від Рима, 115 км на південний захід від Катандзаро, 22 км на схід від Реджо-Калабрії.
Населення — 492 особи (2014).
Щорічний фестиваль відбувається 16 серпня. Покровитель — святий Рох.

## Демографія
Населення за роками:

Станом на 1 січня 2023 року в муніципалітеті офіційно проживало 7 іноземців з 4 країн, серед них 1 громадянин країн Євросоюзу.

## Сусідні муніципалітети
- Багаладі
- Кардето
- Кондофурі
- Реджо-Калабрія
- Рогуді
- Сан-Лоренцо
- Санто-Стефано-ін-Аспромонте
- Шилла
- Сінополі